# León Klimovsky
León Klimovsky Dulfán (Buenos Aires, 16 de octubre de 1906 - Madrid, 8 de abril de 1996) fue un director de cine argentino. A lo largo de su trayectoria obtuvo 2 nominaciones, incluida una en el Festival de Cannes, y 5 galardones incluidos el de mejor película en español en el Festival de San Sebastián de 1959 por Salto a la gloria.

## Biografía
Nació en Buenos Aires el 16 de octubre de 1906, hermano paterno del matemático y filósofo argentino Gregorio Klimovsky. Creció en el seno de una familia culta de origen judío.  
Graduado en odontología, la verdadera pasión de Klimovsky fue el cine. Fue pionero del cineclub en Argentina, financiando el primer local de proyección de cine arte. Tras participar en 1944 en Se abre el abismo como guionista y asistente de dirección, debutó con El jugador, adaptación de la novela de Fiódor Dostoievski. De su primera época destacan también las adaptaciones de El conde de Montecristo, de Alejandro Dumas, y de El túnel, de Ernesto Sabato.
Klimovsky emigra a mediados de los años cincuenta a España, donde continúa su carrera con un total eclecticismo temático; se convierte en un director de cine "profesional". Incursionó en el spaghetti western y en los llamados exploitation films (de "explotación comercial"), y filmó en México, Italia, España y Egipto. Quizás se lo recuerde fundamentalmente por su contribución al cine de terror español, comenzando con La noche de Walpurgis.
Fue galardonado en 1995 con el premio de honor de la Asociación de Directores de España. Estuvo casado con Inés de Tolosa. Murió en Madrid al año siguiente, de un infarto.

## Filmografía

### Como director
- El jugador (1947)
- La guitarra de Gardel (1949)
- Se llamaba Carlos Gardel (1949)
- Marihuana (1950)
- El pendiente (1951)
- Suburbio (1951)
- La vida color de rosa (1951)
- La Parda Flora (1952)
- El túnel (1952)
- El conde de Montecristo (1953)
- Tres citas con el destino (episodio Maleficio, 1954)
- La pícara molinera (1955)
- El Tren Expreso (1955)
- El juramento de Lagardere (1955)
- Viaje de novios (1956)
- Miedo (1956)
- Gli amanti del deserto ('Los amantes del desierto', 1956)
- Viaje de novios (1956)
- Un indiano en Moratilla (1958)
- S.O.S., abuelita (1959)
- Salto a la gloria (1959)
- Llegaron los franceses (1959)
- Un tipo de sangre (1960)
- La paz empieza nunca (1960)
- Ama Rosa (1960)
- El hombre que perdió el tren (1960)
- Un bruto para Patricia (1960)
- Gharam fi sahraa (Amor en el desierto, en árabe, Egipto, 1960)
- La danza de la fortuna (1961)
- Escuela de seductoras (1962)
- Horizontes de luz (1962)
- Todos eran culpables (1962)
- Torrejón City (1962)
- Escala en Tenerife (1964)
- Fuera de la ley (1964)
- Ella y el miedo (1964)
- Los siete bravísimos (1964)
- La colina de los pequeños diablos (1965)
- Aquella joven de blanco (1965)
- Pochi dollari per Django (Alambradas de violencia) (1966)
- El bordón y la estrella (1966)
- Dos mil dólares por Coyote (Django... Cacciatore di taglia) (1966)
- A Ghentar si muore facile (En Ghentar se muere fácil) (1967)
- Giugno '44 - Sbarcheremo in Normandia (Junio 44: desembarcaremos en Normandía) (con el alias de Henry Mankiewicz, 1968)
- Un hombre vino a matar (1968)
- Una chica para dos (1968)
- Pagó cara su muerte (1969)
- No me importa morir (1969)
- Hora cero: Operación Rommel (L'urlo dei giganti) (con el alias de Henry Mankiewicz, 1969)
- Quinto: non ammazzare (1970)
- Los hombres las prefieren viudas (1970)
- Un dólar y una tumba (1970)
- Un dólar para Sartana (1971)
- Reverendo Colt (1971)
- El hombre que vino del odio (1971)
- La noche de Walpurgis (1971)
- Dr. Jekyll y el Hombre Lobo[7] (1972)
- La casa de las chivas (1972), con guion de Carlos Pumares.
- La saga de los Drácula(1972)
- La rebelión de las muertas (1973)
- La orgía nocturna de los vampiros (1973)
- Mean Mother (Estados Unidos, 1974), codirigida por Al Adamson.
- Una libélula para cada muerto (1974)
- El mariscal del infierno (1974)
- Odio mi cuerpo (1974)
- El talón de Aquiles (1974)
- Muerte de un quinqui (1975)
- Último deseo (1976), con guion de Joaquim Jordà y Vicente Aranda.
- Gritos a medianoche (1976)
- Secuestro (1976)
- Tres días de noviembre (1976)
- El extraño amor de los vampiros (1977), con guion de Carlos Pumares.
- El transexual (1977)
- ¿Y ahora qué, señor fiscal? (1977)
- Violación fatal (1978)
- La doble historia del Dr. Valmy (1978)
- Laverna (1978)
- La barraca (serie de televisión, 1979)

### Como guionista
- Se abre el abismo (1945)
- Albergue de mujeres (1946)
- 3 millones y el amor (1946)
- Siete para un secreto (1947)
- La guitarra de Gardel (1949)
- El túnel (1952)
- La parda Flora (1952)
- El conde de Montecristo (1953)
- El Tren Expreso (1955)
- Miedo (1956)
- Un indiano en Moratilla (1958)
- S.O.S., abuelita (1959)
- La paz empieza nunca (1960)
- Ama Rosa (1960)
- Un bruto para Patricia (1960)
- Y el cuerpo sigue aguantando (1961)
- Horizontes de luz (1962)
- Todos eran culpables (1962) (diálogo)
- Escala en Tenerife (1964)
- Los siete bravísimos (1964)
- La colina de los pequeños diablos (1965)
- Una señora llamada Andrés (1970)
- Un dólar y una tumba (1970)
- Odio mi cuerpo (1974)

### Como productor
- Rodríguez supernumerario (1948)

### Como asistente de dirección
- Se abre el abismo (1944)
- Viaje sin regreso (1946)

### Como asesor literario
- Lucrecia Borgia (1947)

## Premios y distinciones
Festival Internacional de Cine de San Sebastián
| Año  | Categoría                                                          | Película           | Resultado |
| ---- | ------------------------------------------------------------------ | ------------------ | --------- |
| 1955 | Mención especial del jurado                                        | La pícara molinera | Ganador   |
| 1959 | Premio Perla del Cantábrico al mejor largometraje de habla hispana | Salto a la gloria  | Ganador   |